# هيوغو (نيويورك)
هيوغو (بالإنجليزية: Hague, New York)‏ هي بلدة أمريكية تقع في الولايات المتحدة في مقاطعة وارين، نيويورك. يقدر عدد سكانها بـ 854 نسمة ومساحتها 206.2 كم2 وترتفع عن سطح البحر 424 متر.